# William Craig Reynolds
William Craig Reynolds (Berkeley, Califórnia, 16 de março de 1933 – Los Altos, Califórnia, 3 de janeiro de 2004) foi um mecanicista dos fluidos e engenheiro mecânico estadunidense, especialista em fluxo turbulento e dinâmica dos fluidos computacional
Completou a graduação, mestrado e doutorado na Universidade Stanford, em 1954, 1955 e 1957, respectivamente, tornando-se depois membro da faculdade. Foi chefe do Departamento de Engenharia Mecânica de 1972 a 1982 e novamente de 1989 a 1992. Reynolds foi um dos pioneiros do Large Eddy Simulation para modelamento de fluidos. Foi eleito membro da Academia Nacional de Engenharia dos Estados Unidos em 1979. Recebeu o Fluid Engineering Award da Sociedade dos Engenheiros Mecânicos dos Estados Unidos de 1989 e o Prêmio Otto Laporte de 1992 da American Physical Society.